# Jandrain-Jandrenouille
Jandrain-Jandrenouille (wa. Djandrin-Djangnoûle) – dzielnica (section) gminy Orp-Jauche w Belgii, w Regionie Walońskim, w prowincji Brabancja Walońska, w okręgu Nivelles. 1 stycznia 2020 roku liczyła 1208 mieszkańców. Do 31 grudnia 1970 samodzielna gmina.

## Demografia
Liczba mieszkańców, stan na 1 stycznia:
| Rok                | 1930 | 1961 | 2020 |
| ------------------ | ---- | ---- | ---- |
| Liczba mieszkańców | 1042 | 880  | 1208 |